# Chaitophorinae
Segundo alguns sistemas taxonómicos, Chaitophorinae é uma subfamília de afídios da família dos Aphididae. Registam-se também, como sinónimos, as designações  Chaetophori, Chaitopheri e  Chaitophorea. Está dividida nas tribos Chaitophorini e Siphini.
Quando a superfamília Aphidoidea é apenas dividida em três famílias muito proximamente relacionadas em termos filogenéticos: Aphididae, Adelgidae e Phylloxeridae, a família Aphididae aparece dividida nas subfamílias Mindarinae, Anoeciinae, Phloeomyzinae, Hormaphidinae, Calaphidinae (que inclui Drepanosiphinae e Thelaxinae), Lachninae, Chaitophorinae, Eriosomatinae (antes, Pemphiginae), Greenideinae e Aphidinae. Ole E. Heie, em 1987, dividia a família Drepanosiphidae em três subfamílias: Drepanosiphinae, Phyllaphidinae e Chaitophorinae. Análises anatómicas efectuadas sobre as mudanças na estrutura do sistema reprodutor dos espécimes masculinos da família Drepanosiphidae sugerem uma relação próxima entre os afídios desta subfamília com os Drepanosiphinae.